# Los adolescentes
Los adolescentes é um filme de drama mexicano de 1968 dirigido e escrito por Abel Salazar. Foi selecionado como representante do México à edição do Oscar 1969, organizada pela Academia de Artes e Ciências Cinematográficas.

## Elenco
- Luis Aragón - Rafael
- Sandra Boyd
- Ismael Camacho
- Elizabeth Dupeyrón
- Carlos Fernandez - Raúl
- Lucy Gallardo - Lala
- Julissa - María
- Claudia Martell